# 健康數據
健康数据是指个人或人口与健康状况、生殖结果、死亡原因和生活质量有关的任何数据。健康数据包括临床指标以及与健康和保健有关的环境、社会经济和行为信息。
当个人与醫療系統交集时，系統会收集和使用多种健康数据。这些数据由醫療衛生提供者收集，通常數據包括人們接受醫療服务的记录、機構提供服务時的条件、临床结果或与服务有关的信息。不過由於卫生信息技术的進步所帶來的健康数据的收集和使用擴大化也會带来了新的安全、隐私和道德问题。